# Подиш (Бакау)
Подиш (рум. Podiș) насеље је у Румунији у округу Бакау у општини Марђинени. Oпштина се налази на надморској висини од 244 m.

## Становништво
Према подацима из 2002. године у насељу је живело 540 становника, од којих су сви румунске националности.